# Полисорбат
Полисорбаты — оксиэтилированные сорбитаны, неионогенные ПАВ. Растворяются в воде, этаноле, бензоле, хлороформе, не растворяются в минеральных маслах. Широко используются в промышленности как замасливатели и мягчители волокон, пеногасители, антистатики; как эмульгаторы и солюбилизаторы — в косметике.
Полисорбаты — неионогенные ПАВ, являются эмульгаторами и стабилизаторами (растворителями) жиров, эфирных и душистых (отдушек) масел в составе косметических средств на водной основе без использования алкоголя, в средствах по уходу за кожей и волосами. Улучшают скольжение и смягчают кожу. Номер полисорбата связан с типом жирных кислот, соединенных с частью молекулы — полиоксиэтилен сорбитана. Монолаурат обозначается числом 20, монопальмитат — 40, моностеарат — 60 и моноолеат — 80. Основаны на сорбите, извлекаемом из различных фруктов, и жирных кислотах из масел.
Известные  полисорбаты:
- Полисорбат-20 (Е432) — используется кокосовое масло.
- Полисорбат-40 (Е434) — используется пальмовое масло.
- Полисорбат-60 (Е435) — используется пальмовое масло.
- Полисорбат-80 (Е433) — используется оливковое масло.

Гидрофильные группы — полиоксиэтиленовые. Чем выше номер полисорбата, тем, как правило, более липофильными свойствами он обладает, и значение ГЛБ (гидрофильно-липофильного баланса) становится меньше. Легко разлагаются, попадая в природу. Возможно сочетание различных полисорбатов в одном средстве. Хорошо растворимы в воде и этаноле (спирте). Не растворяются в минеральном масле и жидком парафине.
Полисорбаты применяются в биотехнологии, фармацевтике, пищевой промышленности, косметологии и других областях.